# ДОТы Ас Сомбреру
ДОТы Ас Сомбреру, англ. As Sombreru Pillboxes — три ДОТа, оборонительные укрепления на Гуаме, недалеко от Тумона, использовавшиеся японскими войсками во время Войны на Тихом океане. Внесены в Национальный реестр исторических мест США в 1991 году.
ДОТы Ас Сомбреру построены 48-й отдельной смешанной бригадой 29-й дивизии Императорской армии Японии в период 1941—1944 годов во время оккупации Гуама (Япония захватила Гуам 8 декабря 1941 года).
ДОТ Ас Сомбреру I также известен как японское укрепление «Мыс Сомбреру». Его точное местонахождение не раскрывается Национальным реестром (Address Restricted).
ДОТ Ас Сомбреру II имеет размер 2,40 на 2,70 метра (7,9 фута × 8,9 фута) и расположен в 7 метрах (23 фута) от линии прилива на южном берегу пляжа Тумон в заливе Тумон. Крыша имеет толщину около 0,45 метра (1,5 фута).
ДОТ Ас Сомбреру III расположен на пляже Матапанг к западу от парка Матапанг, примерно в 9 метрах (30 футов) от линии прилива. Это двухкомнатный дот размером 4,0 на 2,70 метра (13,1 фута × 8,9 фута) со сложной конфигурацией из шести стен. Его западная стена имеет толщину 0,45 метра (1,5 фута) и орудийный порт, возвышающийся над центром залива Тумон. Вход и вентиляционное отверстие проходят через восточную стену. ДОТ был построен из железобетона и пляжного щебня, и на дату внесения в список Национального реестра исторических мест США находился «в отличном состоянии». На цементной крыше толщиной около 0,25 метра (0,82 фута) есть «отпечатки таби и, возможно, японский иероглиф».
Неясно, участвовал ли какой-либо из этих ДОТов непосредственно в битве за Гуам в 1944 году. Эти ДОТы явно предназначались для отражения захватчиков, идущих с севера и северо-запада, однако вторжение США, начавшееся 21 июля 1944 года, происходило с юга и с юго-запада. Район, где находились эти укрепления, был захвачен американскими войсками, наступавшими с юга, примерно 2 августа 1944 года.